# XL Center
XL Center (wcześniej znany jako Hartford Civic Center) – kompleks sportowo-rozrywkowy w amerykańskim mieście Hartford w stanie Connecticut. Jego właścicielem jest miasto Hartford, a operatorem Northland Investment Corporation/Anschutz Entertainment Group na mocy kontraktu z Connecticut Development Authority (CDA). Arena zajmuje 28. miejsce na liście największych hal, w których rozgrywane są mecze koszykówki drużyn z college'ów. Kompleks został otwarty w 1975 roku i składa się z dwóch budynków: Veterans Memorial Coliseum oraz Exhibition Center.
W grudniu 2007 roku prawa do nazwy areny zostały sprzedane towarzystwu ubezpieczeniowemu XL Capital.
W 2007 roku CDA musiała wybrać, kto będzie operatorem od 2007-08 do 2012-13. Kandydatami byli: Howard Baldwin, były właściciel Hartford Whalers, Northland Investment oraz Madison Square Garden. 21 marca 2007 roku CDA przyjęła ofertę Northland/Anschutz Entertainment Group.

## Veterans Memorial Coliseum

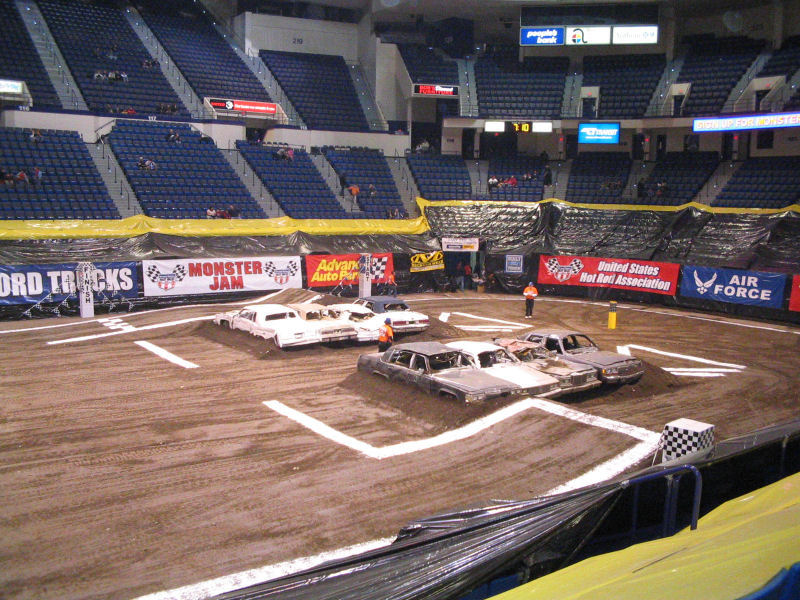
Przygotowania do Monster Jam w Veterans Memorial Coliseum.

Coliseum jest stałą domową areną drużyny hokejowej Hartford Wolf Pack, a także w części domową halą damskiej i męskiej drużyny koszykarskiej University of Connecticut. W latach wcześniejszych Veterans Memorial Coliseum była domową areną drużyn: New England Sea Wolves (arena football), New England/Hartford Whalers (WHA/NHL), New England Blizzard (ABL) i okazjonalnie Boston Celtics. Pojemność wynosi 15 635 miejsc na meczach hokeja na lodzie, 16 294 na koszykówki, 16 606 na koncertach z centralnym ustawieniem sceny, 16 282 na koncertach ze sceną ustawioną na końcu i 8239 w przypadku występów ze sceną ustawioną na 3/4 odległości. Poza tym arena składa się z 46 luksusowych lóż oraz klubu z 310 miejscami. 
18 stycznia 1978 roku, kilka godzin po meczu koszykówki między drużynami University of Connecticut i University of Massachusetts, dach hali nie wytrzymał obciążenia śniegu i runął. Budynek przeszedł po tym gruntowną renowację i został ponownie otwarty 17 stycznia 1980 roku. 
W dniach 28-29 czerwca 1994 w hali odbył się NHL Entry Draft 1994.
W ostatnich latach w arenie zainstalowano nową tablicę punktową z czterema JumboTronami Sony oraz nowy system nagłośnienia. 

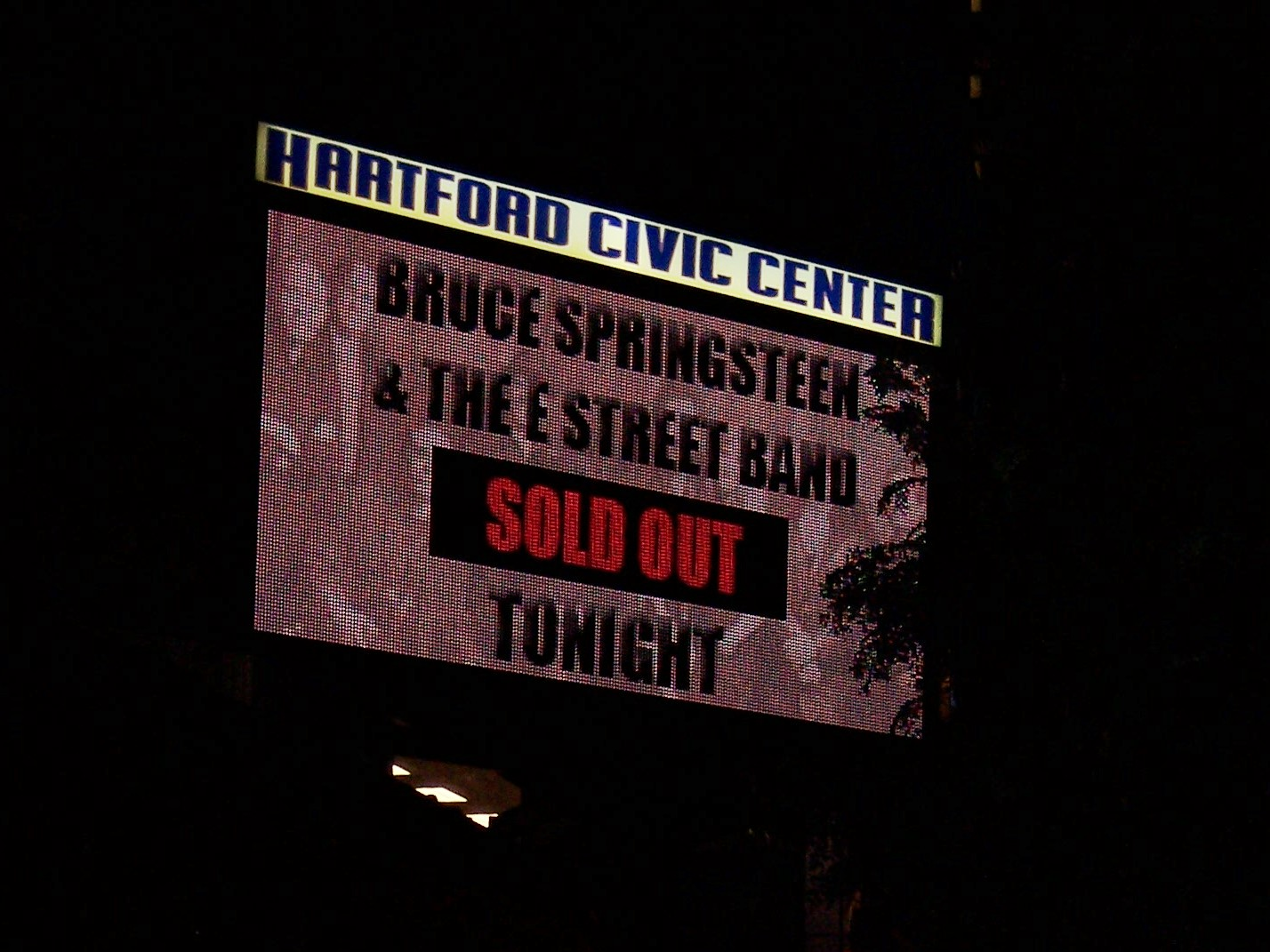
Arena jest miejscem wielu koncertów

W Veterans Memorial Coliseum odbyła się WrestleMania XI, a także Survivor Series 1990, No Way Out 2000 i Vengeance 2004. Poza tym miały tu miejsce Big East Conference (1982, 2009), America East Conference (1988–1990) i NHL All-Star Game (1986) oraz szereg regionalnych meczów koszykówki.
W hali koncerty zagrało bardzo wielu artystów, a wśród nich m.in.: Elvis Presley, Van Halen, Alice in Chains, U2, Brooks & Dunn, Reba McEntire, Elton John, Fleetwood Mac, Miley Cyrus, Journey, The Rolling Stones, Mark Knopfler, Pink Floyd (dwa koncerty w trakcie trasy A Momentary Lapse of Reason w 1987 roku), Tina Turner, Christina Aguilera, Spice Girls, Michael Jackson, Shania Twain, Nine Inch Nails, Stevie Nicks, Phish, Green Day, Genesis i Madonna. XL Center był również pierwszym przystankiem trasy Bruce'a Springsteena Magic Tour w 2007 roku. W arenie miały miejsca także polityczne wydarzenia; 4 lutego 2008 roku odbyło się wystąpienie Baracka Obamy dla 16 000 ludzi.

## Exhibition Center
Exhibition Center składa się z dwóch hal o powierzchni 6397 m² i 1494 m². Mniejsza z nich wykorzystywana jest do bankietów, spotkań, konferencji i innych podobnych wydarzeń. 
W 2004 roku wyburzone zostało sąsiadujące z budynkiem centrum handlowe, a w jego miejscu powstały pojedyncze sklepy, a także otwarty w 2006 roku apartamentowiec.